# Mahalapye
Mahalapye är en stad i östra Botswana, belägen i distriktet Central.